# Pabellón de México en la Expo 2008 Zaragoza
El Pabellón de México en la Expo 2008 Zaragoza fue la parte central de la Sección Nacional de México en dicha Exposición internacional reconocida. Permaneció abierto al público del 14 de junio al 14 de septiembre de 2008.

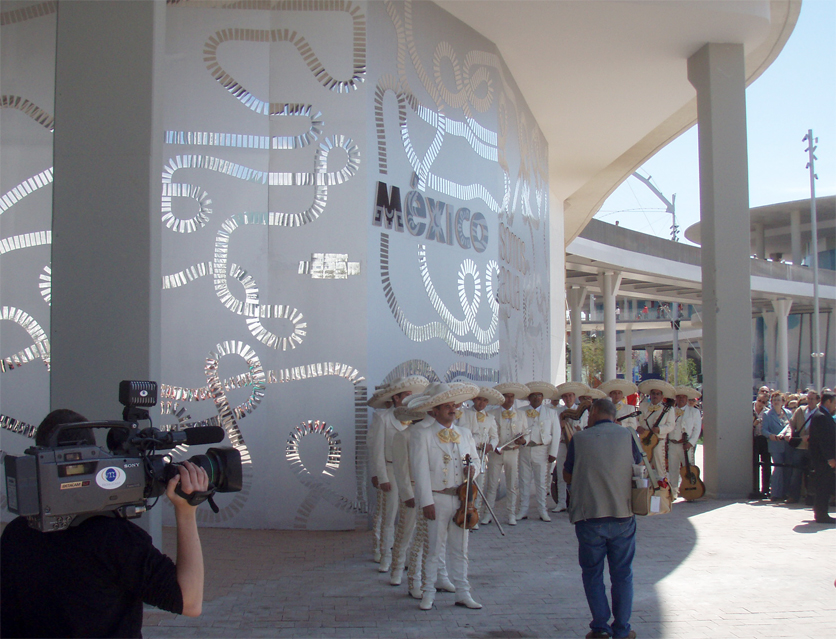
Fachada exterior del Pabellón de México.

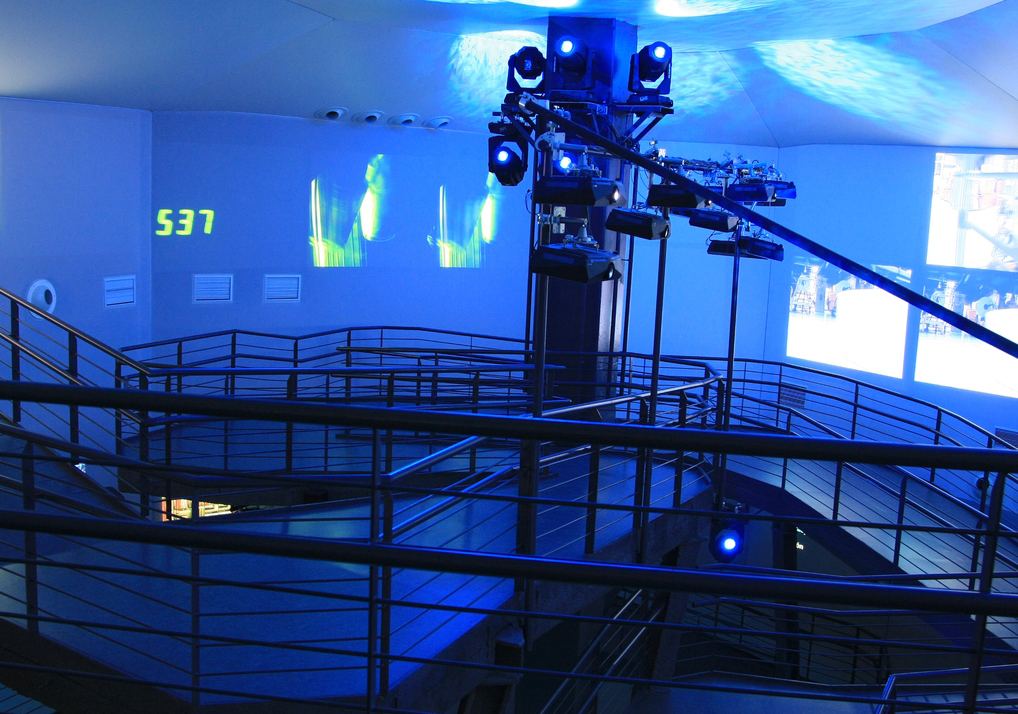
Detalle de la Experiencia 3 del Pabellón de México.

## Organización
El 26 de febrero de 2008, el Gobierno de México designó a Jesús Ramón Rojo Mancillas como Comisario de Sección. De acuerdo con ProMéxico, Jesús Ramón Rojo no recibe ninguna remuneración por asumir o ejercer el cargo de Comisario de Sección.
El proyecto estuvo en un principio a cargo del Fideicomiso privado Expo Zaragoza 2008. ProMéxico se encargó únicamente de la coordinación por parte del Gobierno de México. Al 14 de julio de 2008, aparentemente el Fideicomiso Expo Zaragoza 2008 no está más a cargo.
ProMéxico, entidad creada para la promoción del comercio exterior y de la inversión extranjera, justifica ocuparse de la participación de México en este evento fundamentalmente cultural por lo siguiente:
- "La Expo Zaragoza 2008 considera en al menos algunos de sus pabellones, el establecimiento de centros de negocio, respecto a lo cual la 'Convención relativa a las Exposiciones Internacionales' no establece limitación alguna".

- "Como opciones de inversión que personas morales pudieran realizar, algunas Entidades Federativas de la República Mexicana contemplan la posibilidad de presentar en la Expo Zaragoza 2008 proyectos de desarrollo regional, especialmente de sustentabilidad y uso eficiente del agua, que promueven y apoyan sus Gobiernos Estatales, por ejemplo, relativos al tratamiento de aguas residuales".[3]

### Funcionarios a cargo del Pabellón de México en la Expo 2008 Zaragoza
- Comisario de Sección: Jesús Ramón Rojo Mancillas
- Directora del Pabellón: Laura Almirall
- Director de museografía: Sandro Landucci
- Responsable de los contenidos y desarrollo de la página web: Rodrigo Díaz de León

## Invitación y confirmación de participación
El Gobierno de España envió el 11 de enero de 2006 una nota diplomática al Gobierno de México con la invitación para participar en la Expo 2008 Zaragoza. Por su parte, el Gobierno de México confirmó su participación por la vía diplomática el 5 de octubre del mismo año, a través de una nota firmada por el Secretario de Relaciones Exteriores, Luis Ernesto Derbez, y el Secretario de Medio Ambiente y Recursos Naturales, José Luis Luege Tamargo. México fue el país número 55 en confirmar oficialmente su participación.
El 18 de octubre de 2006, Mónica Ruiz Huerta (Oficial Mayor), Irma Adriana Gómez Cavazos (Titular de la Unidad de Relaciones Económicas y Cooperación Internacional), y Marco Antonio Arriola, (Asesor de la Oficial mayor), todos de la Secretaría de Relaciones Exteriores (SRE) viajaron a Zaragoza para confirmar personalmente la participación de México al alcalde de esta ciudad, Juan Alberto Belloch.
A principios de julio de 2007, el Gobierno de México decidió cancelar su participación en la Expo 2008 Zaragoza por "causas de fuerza mayor" y solicitó a su Embajada en España informar oficialmente al Gobierno español. Sin embargo, el 3 de agosto siguiente, durante la visita a territorio mexicano que realizó el Presidente del Gobierno de España, José Luis Rodríguez Zapatero, el Presidente de México, Felipe Calderón Hinojosa, confirmó personalmente la participación, mientras aseguraba "que el pabellón sería el espejo de lo que es la relación bilateral".
El 4 de diciembre de 2007, se designó como Comisario de Sección de México a Jesús Ramón Rojo Mancillas pero seis días después se revocó la designación. El 26 de febrero de 2008 se volvió a designar al mismo funcionario como Comisario de Sección, y entre el 1 y el 5 de marzo de 2008 fue acreditado por la Embajada de México en España ante la Sociedad Expoagua 2008.

## Objetivos de la participación de México

### Objetivos del Gobierno Federal
Los objetivos que persigue el Gobierno de México al participar en la Expo 2008 Zaragoza se centran en programas relativos al uso del agua.
- "Difundir los esfuerzos del Gobierno Mexicano en la promoción del uso sustentable del agua"
- "Promover el Programa Nacional de Infraestructura, especialmente en materia de recursos hídricos"
- "Posicionar las políticas del Gobierno Federal en relación al uso sustentable del agua en foros multilaterales"
- "Plasmar en la tribuna de la Expo y la futura carta de Zaragoza, la visión del Gobierno Mexicano sobre el uso sustentable del agua"
- "Promocionar la inversión en proyectos de desarrollo sustentable"[9]

### Objetivos de la Sección Nacional
En contraposición con los objetivos del Gobierno de México, los objetivos específicos de la Sección Nacional de México son fundamentalmente comerciales.

#### Objetivo principal
- Aprovechar nuestra posición privilegiada dentro del evento más [sic] importante del año en Europa, para detonar una campaña agresiva de promoción de negocios de la región con nuestro país; dándole especial énfasis a proyectos regionales de alto impacto en el desarrollo de México y alineando así los esfuerzos de promoción internacional de negocios con la estrategia de diversificación dictada por la Presidencia de la República [sic]".

#### Objetivos secundarios
- "Impulsar una imagen vanguardista de México en el entorno internacional, tanto en la aportación de ideas hacia un tema de alto impacto real y mediático como lo es el agua; como en otros rubros como lo es nuestra cultura, nuestras riquezas naturales y nuestra cocina entre otros; los cuales deberán estar enfocados a disminuir los impactos mediáticos negativos que se tienen de nuestro país en la región y a magnificar el interés por México dentro del público [sic] audiencia, impulsando así los negocios y el turismo hacia nuestro país".

- "Mostrar en la región el liderazgo que tiene México en Latinoamérica. Dada la dinámica de negocios que buscamos impulsar en nuestro pabellón, junto con la gran diferencia que tiene nuestra participación en el evento comparada con el resto de los países latinoamericanos, se busca ampliar nuestra presencia en la región y reforzar especialmente los lazos con nuestro principal socio económico europeo, al mismo tiempo que detonamos una diferenciación clara sobre el compromiso que tiene México y las ventajas que ofrece nuestro país como socio americano de negocios y de inversión hacia Europa".[10]

## Tema y desarrollo de contenidos
El tema de la Sección Nacional de México será Somos agua.
La Comisión Nacional del Agua (CONAGUA) definió los contenidos temáticos en el documento titulado "Construyendo seguridad hídrica". Algunas fuentes señalan que también la Secretaría de Relaciones Exteriores y la Secretaría de Medio Ambiente y Recursos Naturales (SEMARNAT) se encargaron de aportar al desarrollo del tema. No obstante, en razón de que el Fideicomiso privado Expo Zaragoza 2008 se encargará de aportar los recursos económicos, CONAGUA afirma que el Gobierno Federal no tendrán ninguna responsabilidad respecto de los contenidos museográficos y arquitectónicos.
La arquitectura y el diseño museográfico de la exhibición de México están a cargo de la Arq. Tatiana Bilbao. La Unidad de Relaciones Económicas y Cooperación Internacional de la Secretaría de Relaciones Exteriores, menciona que el pabellón de México "será de corte universal y no muy mexicano y con una visión de México moderno".
La Secretaría de Relaciones Exteriores asegura que la coordinación por parte del Gobierno de México está a cargo de ProMéxico, fideicomiso público sectorizado a la Secretaría de Economía. ProMéxico acota que sus funciones están limitadas a la promoción, coordinación y supervisión, pero que el proyecto está en manos de la iniciativa privada.

### Desarrollo expositivo

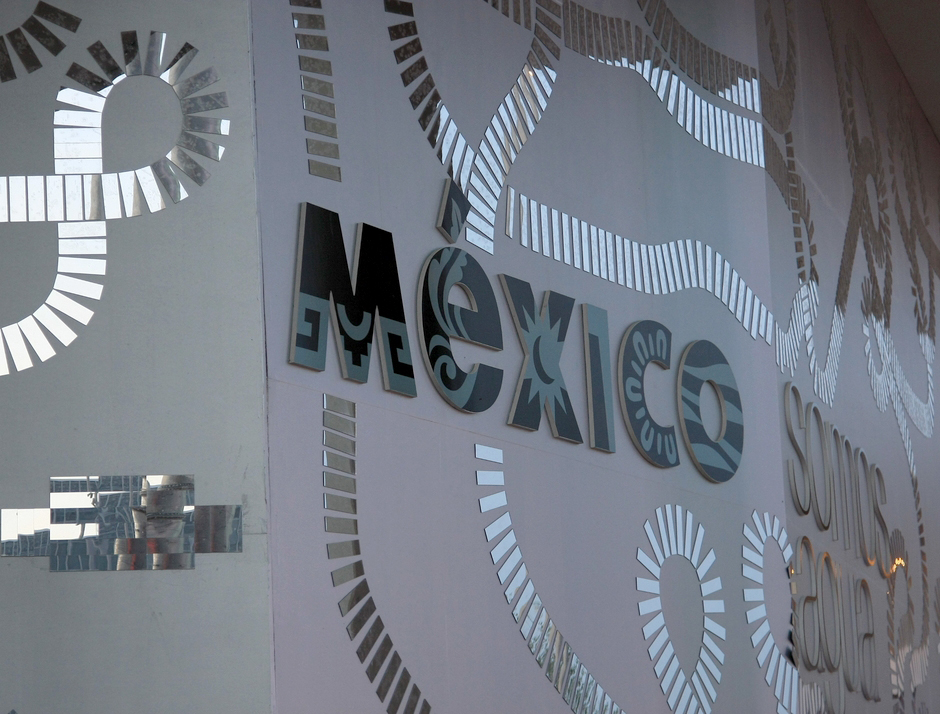
Fachada exterior y lema del Pabellón de México.

La exhibición del pabellón es una "videografía artística-sensorial" que consta de una serie de ámbitos o "experiencias":
- Experiencia 1: El planeta es agua. Una sala elíptica donde se muestran proyecciones de sitios naturales importantes por su relación con el agua. El video muestra también una imagen del dios Tláloc y de un huracán.
- Experiencia 2: La vida es agua. Un túnel de transición con tres proyecciones en el techo.
- Experiencia 3: El progreso es agua. Un espacio formado por rampas metálicas ascendentes. La parte inferior simula mediante iluminación, el fondo marino. La parte superior muestra proyecciones sobre el vínculo entre el país, el agua y la tecnología. Un sub-ámbito de este espacio contiene computadoras de pantalla táctil donde el visitante elige entre una serie de fotos para ilustrar su concepto de "progreso".
- Experiencia 4. Un ámbito final donde se muestran fotografías de niños inmersos en agua.[16]

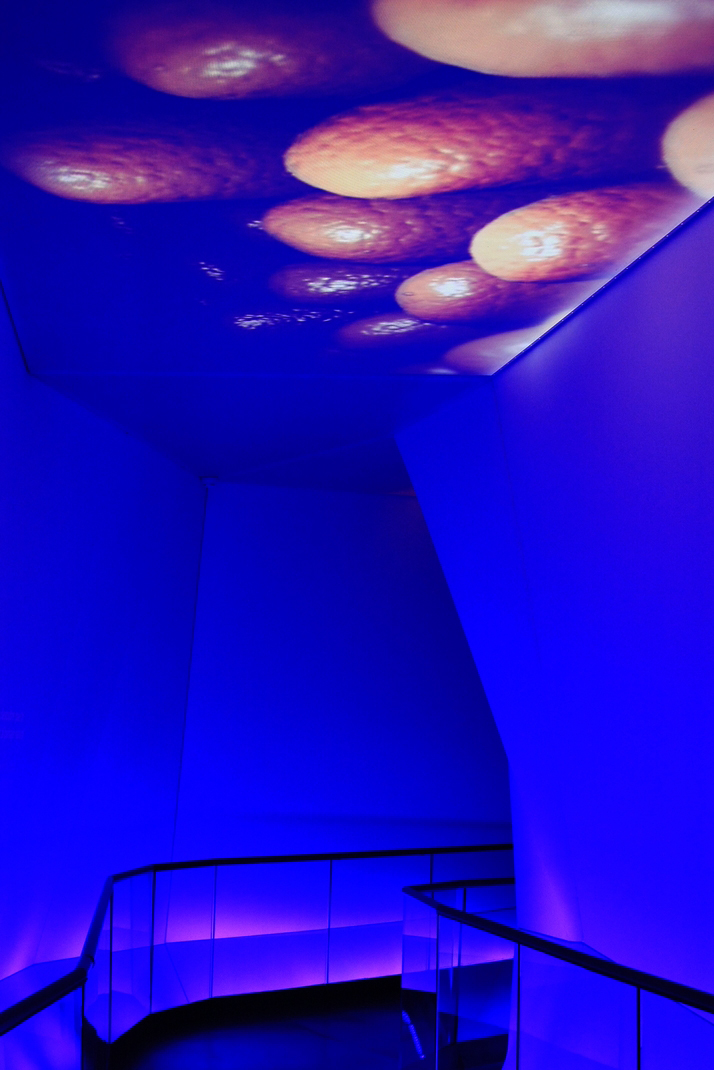
Experiencia 2 del Pabellón de México.

Fuera del pabellón, se ha montado un restaurante de la cadena Contramar.

## Presupuesto
El Gobierno de México comunicó al Comisario de la Exposición, Emilio Fernández Castaño, que la participación de México en la Expo 2008 Zaragoza se financiaría con recursos públicos y privados.

### Anteproyecto de presupuesto
De acuerdo con un estudio de la Secretaría de Relaciones Exteriores, el presupuesto total se dividiría de la siguiente forma:
- Sueldos y salarios: €4.7 millones.
- Honorarios profesionales: €1.4 millones.
- Oficinas y bodegas: €350'000.
- Viáticos: €600'000.
- Construcción: €8.5 millones.
- Gastos de operación del Pabellón: €1.4 millones.
- Programa cultural: €300'000.
- Comunicación y relaciones públicas: €500'000.[17]

### Recursos públicos

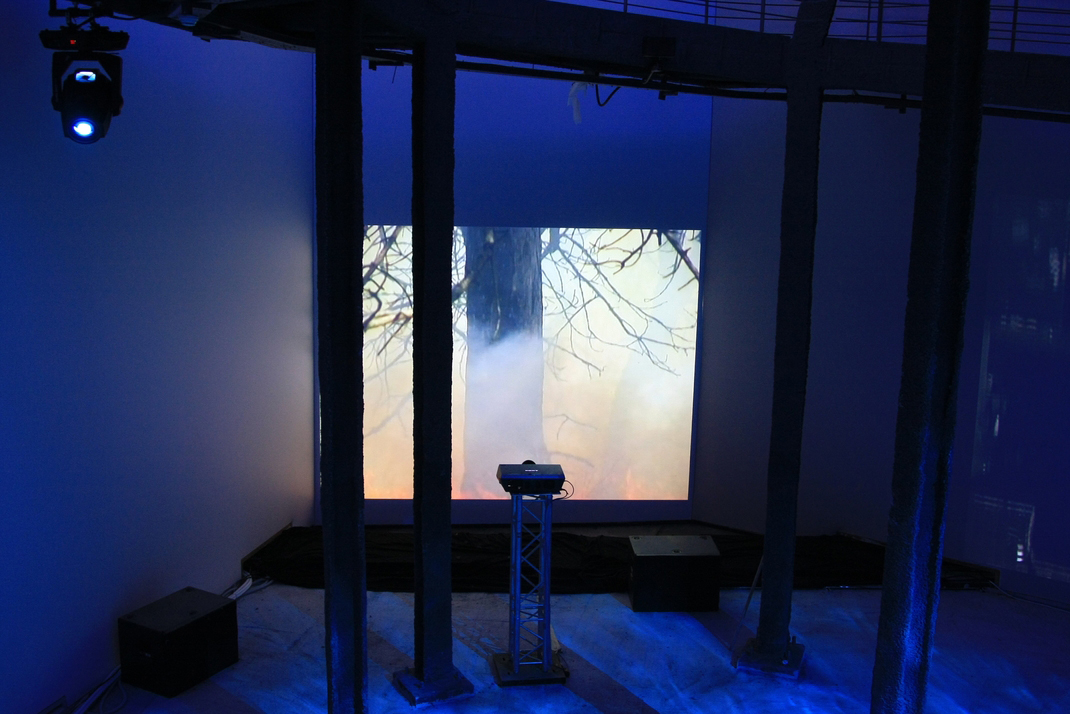
Detalle de la Experiencia 3 del Pabellón de México.

El presupuesto total que destinará el Gobierno de México para la construcción y operación del pabellón y de las actividades artísticas complementarias es de $290 millones de pesos (€17'640'000), basado en el anteproyecto de presupuesto de alrededor de $265 millones de pesos mexicanos (€17'750'000) publicado por la Secretaría de Relaciones Exteriores.
El 13 de marzo de 2008, la Secretaría de Hacienda y Crédito Público autorizó una primera transferencia de presupuesto de CONAGUA a ProMéxico por $80 millones de pesos en recursos públicos federales para la participación de México en la Expo 2008 Zaragoza. De acuerdo con CONAGUA, se acabarían de transferir los $290 millones de pesos acordados antes de mayo de 2008.
ProMéxico manifiesta que existe un techo presupuestal en recursos públicos para la participación de México en la Expo 2008 Zaragoza, de $290 millones de pesos.

### Recursos privados
La Secretaría de Medio Ambiente y Recursos Naturales (SEMARNAT) espera que la iniciativa privada aporte hasta 60% del presupuesto.
ProMéxico, a través de la Secretaría de Economía, afirmó que la totalidad de los recursos serían aportados por la iniciativa privada, pero esto fue desmentido posteriormente por CONAGUA.
Para la participación de la iniciativa privada, se establecieron cuatro esquemas de patrocinio:
- Paquete diamante: Aportaciones de €750'000 en adelante.
- Paquete platino: Aportaciones entre €500'000 y €749'000.
- Paquete oro: Aportaciones entre €250'000 y €499'000.
- Paquete plata: Aportaciones entre €50'000 y €249'000.

Al 14 de julio de 2008, ProMéxico asegura que únicamente dos empresas han firmado un contrato de patrocinio, ambas dentro del esquema del paquete oro: Iberdrola (€300'000) y Mexichem (€400'000). En la página web de México en la Expo 2008 Zaragoza, aparecen otros 14 patrocinadores, pero ProMéxico no ha otorgado información sobre los esquemas de participación de dichas empresas. Las aportaciones de la iniciativa privada reportadas por ProMéxico representan alrededor del 4% del presupuesto total.

### Costo de la participación
El Comisario de Sección de México, Jesús Ramón Rojo, afirmó que “el costo de la participación mexicana es la más económica de todas las más recientes, con un costo de 7,2 millones de euros, los [que] serán aportados por el Gobierno y la iniciativa privada”.
No obstante, de acuerdo con el portal de transparencia del Pabellón de México, publicado por ProMéxico, al 22 de junio de 2008 se han firmado contratos para la participación de México en la Expo 2008 Zaragoza, por $243,416,260.98 (€14,415,332.69), lo que la convierte en la presencia más costosa de México en exposiciones internacionales recientes, comparada con $220 millones de pesos que invirtió el Gobierno de México en la Expo 2000 Hannover y $200 millones de pesos en la Expo 2005 Aichi.

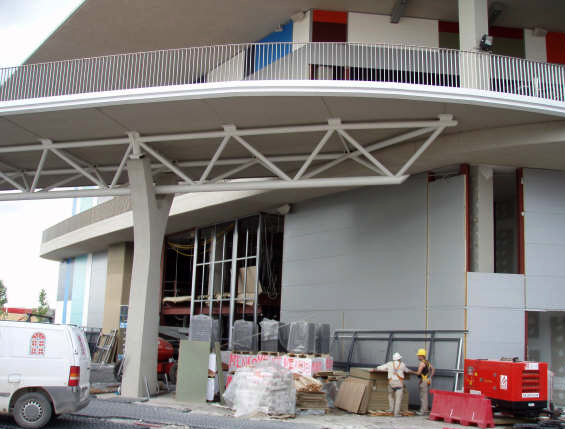
Pabellón de México al 15 de mayo de 2008.

Las erogaciones en recursos públicos pueden ascender hasta $290 millones de pesos (€18 millones), que es el techo presupuestal indicado por ProMéxico.

## Arquitectura

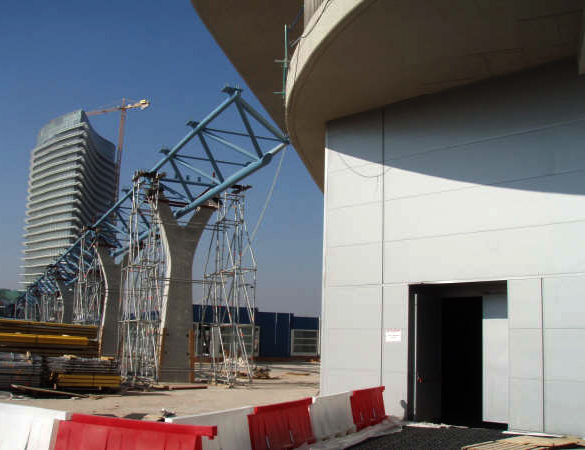
Pabellón de México al 8 de febrero de 2008.

- Área total: 1.283 m² (repartidos en dos plantas)

- Área de exposición: 880 m²

- Actividades comerciales (tienda y restaurante): 200 m² (de acuerdo con el Reglamento Especial 8 de la Expo 2008 Zaragoza, el área dedicada a actividades comerciales no debe rebasar el 20% del área total de exposición)[25]

- Centro de negocios: 120 m²

- Oficinas y servicios: 83 m²[26]

## Localización en el recinto de la Expo 2008 Zaragoza
El Pabellón de México estará ubicado entre el Pabellón de Turquía y el de Angola, en el Edificio Ronda 1, situado en el extremo del Pabellón de participantes más cercano a la Puerta del Agua, donde se espera que circule el 75% de los visitantes de esta exposición internacional.
A México, como a Francia, Japón y Marruecos, se le ha concedido uno de los espacios de doble altura para construir su pabellón, y tendrá una superficie de 1283 m². De acuerdo con Juan Correas, jefe del área de participantes de la Expo 2008 Zaragoza, se ha asignado a México la mejor ubicación dentro del recinto.

El recinto ha de mostrar la importancia que tiene para nosotros cada uno de los participantes. En ese sentido, me permito señalar que hemos reservado para el pabellón de México el que es sin duda el mejor emplazamiento de la Exposición, en un lugar por donde están obligados a pasar aproximadamente el setenta por ciento de los visitantes de la exposición.
 Juan Correas, Jefe del Área de Participantes, Expo 2008 Zaragoza

## Día Nacional de México

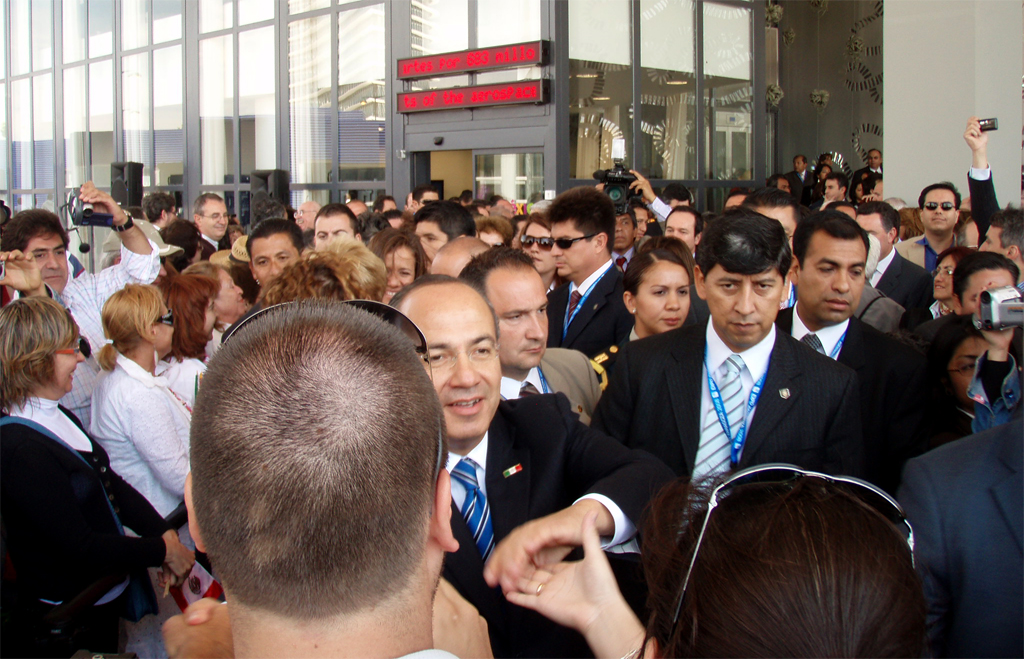
Felipe Calderón Hinojosa en la inauguración del Pabellón de México el 14 de junio de 2008.

El Día Nacional de México se celebró el 14 de junio de 2008, día que coincidió con la apertura de la exposición internacional al público. El pabellón fue inaugurado por el Presidente de México, Felipe Calderón, como parte de la visita que realizó los días 13 y 14 de junio de dicho año a la ciudad de Zaragoza, España.
El espectáculo principal del Día Nacional de México se presentó en el Anfiteatro del recinto y estuvo integrado por: Aleks Syntek, Jesse & Joy y El Gran Silencio. En un principio se planteó que dicho espectáculo sería desarrollado por Luis de Llano en conjunto con Televisa, lo cual no ha sido confirmado, y que se presentarían Juan Gabriel o Luis Miguel.
Durante el Día Nacional de México también se presentaron Lux Boreal, Olivia Gorra, Fernando de la Mora, Horacio Franco y la Capella Cervantina.

## Resultados

### Visitantes
Durante los 93 días que permaneció abierto el Pabellón de México, recibió un total de 542’189 visitantes, lo que hace un promedio de 5’836.76 visitantes diarios. El número total pronosticado por ProMéxico fue de 7’000’000 de visitantes, es decir, el Pabellón de México recibió únicamente a 7.75% de los visitantes pronosticados.
El día que se recibieron menos visitantes fue el 18 de junio de 2008, con 2’124. En contraste, el 24 de junio de 2008 se recibió el mayor número de visitantes, 9’495.
Según los registros de ProMéxico, el tiempo máximo de espera en fila fue de 30 minutos, el 21 de julio de 2008. En contraste, los días 26 y 27 de junio de 2008 se tuvo un tiempo máximo de espera en fila de 4 minutos. ProMéxico omitió medir los tiempos de espera en fila de los periodos del 14 al 24 de junio y del 5 y al 14 de septiembre de 2008.
México se preció de tener el único pabellón de dos pisos que ofrecía exactamente el mismo recorrido a personas con problemas de movilidad que a personas sin dicha problemática.
El Pabellón de México llegó a recibir hasta a 344 personas con problemas de movilidad en un solo día, el 20 de agosto.

### Premios
El Pabellón de México fue premiado con el tercer lugar dentro de la categoría de pabellones de más de 750m², en el rubro de diseño y funcionalidad. También se otorgó un premio en relación con el desarrollo del tema, pero México no figuró entre los ganadores. Existieron otras tres categorías de acuerdo con el área de los pabellones nacionales. En total, se entregaron ocho primeros lugares, ocho segundos y ocho terceros.